# 11681 Ortner
11681 Ortner (tên chỉ định: 1998 EP6) là một tiểu hành tinh vành đai chính. Nó được khám phá thông qua Khảo sát tiểu hành tinh OCA-DLR ở Caussols, Alpes-Maritimes, Pháp ngày 1 tháng 3 năm 1998. Nó được đặt theo tên Johannes Ortner, người sáng lập trường không gian mùa hè ở Alpbach, Áo.